# Riverbend (Montana)
Riverbend és una concentració de població designada pel cens dels Estats Units a l'estat de Montana. Segons el cens del 2000 tenia 442 habitants.

## Demografia
Segons el cens del 2000, Riverbend tenia 442 habitants, 179 habitatges, i 126 famílies. La densitat de població era de 42,7 habitants per km².
Dels 179 habitatges en un 24% hi vivien nens de menys de 18 anys, en un 62% hi vivien parelles casades, en un 4,5% dones solteres, i en un 29,6% no eren unitats familiars. En el 22,3% dels habitatges hi vivien persones soles l'11,7% de les quals corresponia a persones de 65 anys o més que vivien soles. El nombre mitjà de persones vivint en cada habitatge era de 2,47 i el nombre mitjà de persones que vivien en cada família era de 2,89.
Per edats la població es repartia de la següent manera: un 21,9% tenia menys de 18 anys, un 6,8% entre 18 i 24, un 22,4% entre 25 i 44, un 30,5% de 45 a 60 i un 18,3% 65 anys o més.
L'edat mediana era de 44 anys. Per cada 100 dones de 18 o més anys hi havia 100,6 homes.
La renda mediana per habitatge era de 27.813 $ i la renda mediana per família de 29.844 $. Els homes tenien una renda mediana de 21.719 $ mentre que les dones 20.982 $. La renda per capita de la població era de 13.672 $. Aproximadament el 3,2% de les famílies i el 9,5% de la població estaven per davall del llindar de pobresa.

## Poblacions més properes
El següent diagrama mostra les poblacions més properes.